# Лук'яново (Пустошкинський район)
Лук'яново (рос. Лукьяново) — присілок в Пустошкинському районі Псковської області Російської Федерації.
Населення становить 13 осіб. Входить до складу муніципального утворення Пригородна волость.

## Історія
Від 2015 року входить до складу муніципального утворення Пригородна волость.

## Населення
| 2002 | 2010 |
| ---- | ---- |
| 30   | ↘13  |